# Campeonato Mundial de Hockey sobre Hielo Masculino de 2014
El LXXVIII Campeonato Mundial de Hockey sobre Hielo Masculino se celebró en Minsk (Bielorrusia) entre el 9 y el 25 de mayo de 2014 bajo la organización de la Federación Internacional de Hockey sobre Hielo (IIHF) y la Federación Bielorrusa de Hockey sobre Hielo.

## Sedes
| Grupo | Ciudad | Instalación     | Capacidad |
| ----- | ------ | --------------- | --------- |
| A     | Minsk  | Arena de Minsk  | 15 000    |
| B     | Minsk  | Arena Chizhovka | 8000      |

## Grupos
| Grupo A         | Grupo B        |
| --------------- | -------------- |
| Canadá          | Rusia          |
| Suecia          | Estados Unidos |
| República Checa | Finlandia      |
| Eslovaquia      | Suiza          |
| Noruega         | Bielorrusia    |
| Francia         | Letonia        |
| Dinamarca       | Alemania       |
| Italia          | Kazajistán     |

## Primera fase
- Todos los partidos en la hora local de Minsk (UTC+3).

Los primeros cuatro de cada grupo disputan los cuartos de final en la siguiente fase.

### Grupo A
| Equipo          | J | G | EG | EP | P | GF | GC | DG  | PTS |
| --------------- | - | - | -- | -- | - | -- | -- | --- | --- |
| Canadá          | 7 | 5 | 1  | 1  | 0 | 28 | 13 | +15 | 18  |
| Suecia          | 7 | 5 | 1  | 1  | 0 | 21 | 10 | +11 | 18  |
| República Checa | 7 | 2 | 2  | 2  | 1 | 20 | 18 | +2  | 12  |
| Francia         | 7 | 2 | 2  | 1  | 2 | 25 | 20 | +5  | 11  |
| Eslovaquia      | 7 | 3 | 0  | 1  | 3 | 20 | 21 | -1  | 10  |
| Noruega         | 7 | 2 | 0  | 1  | 4 | 16 | 19 | -3  | 7   |
| Dinamarca       | 7 | 1 | 1  | 0  | 5 | 17 | 27 | -10 | 5   |
| Italia          | 7 | 1 | 0  | 0  | 6 | 6  | 25 | -19 | 3   |

- Resultados

| Fecha | Hora  | Partido¹        | Partido¹ | Partido¹        | Resultado        |
| ----- | ----- | --------------- | -------- | --------------- | ---------------- |
| 09.05 | 16:45 | Francia         | -        | Canadá          | 3-2 –pen.– (2-2) |
| 09.05 | 20:45 | Eslovaquia      | -        | República Checa | 2-3 –TE– (2-2)   |
| 10.05 | 12:45 | Italia          | -        | Noruega         | 0-3              |
| 10.05 | 16:45 | Suecia          | -        | Dinamarca       | 3-0              |
| 10.05 | 20:45 | Canadá          | -        | Eslovaquia      | 4-1              |
| 11.05 | 12:45 | Francia         | -        | Italia          | 1-2              |
| 11.05 | 26:45 | Noruega         | -        | Dinamarca       | 4-3              |
| 11.05 | 20:45 | Suecia          | -        | República Checa | 4-3 –pen.– (3-3) |
| 12.05 | 16:45 | Eslovaquia      | -        | Francia         | 3-5              |
| 12.05 | 20:45 | República Checa | -        | Canadá          | 3-4              |
| 13.05 | 16:45 | Italia          | -        | Dinamarca       | 1-4              |
| 13.05 | 20:45 | Noruega         | -        | Suecia          | 1-2              |
| 14.05 | 16:45 | República Checa | -        | Italia          | 2-0              |
| 14.05 | 20:45 | Eslovaquia      | -        | Noruega         | 5-2              |
| 15.05 | 16:45 | Canadá          | -        | Dinamarca       | 6-1              |
| 15.05 | 20:45 | Suecia          | -        | Francia         | 2-1              |
| 16.05 | 16:45 | Canadá          | -        | Italia          | 6-1              |
| 16.05 | 20:45 | Suecia          | -        | Eslovaquia      | 3-1              |
| 17.05 | 12:45 | Francia         | -        | Noruega         | 5-4 –pen.– (4-4) |
| 17.05 | 16:45 | Dinamarca       | -        | República Checa | 4-3 –pen.– (3-3) |
| 17.05 | 20:45 | Eslovaquia      | -        | Italia          | 4-1              |
| 18.05 | 16:45 | Canadá          | -        | Suecia          | 3-2 –TE– (2-2)   |
| 18.05 | 20:45 | República Checa | -        | Noruega         | 1-0              |
| 19.05 | 16:45 | Dinamarca       | -        | Francia         | 2-6              |
| 19.05 | 20:45 | Italia          | -        | Suecia          | 1-5              |
| 20.05 | 12:45 | Noruega         | -        | Canadá          | 2-3              |
| 20.05 | 16:45 | Dinamarca       | -        | Eslovaquia      | 3-4              |
| 20.05 | 20:45 | República Checa | -        | Francia         | 5-4 –TE– (4-4)   |

- (¹) – Todos en la Arena Chizhovka.

### Grupo B
| Equipo         | J | G | EG | EP | P | GF | GC | DG  | PTS |
| -------------- | - | - | -- | -- | - | -- | -- | --- | --- |
| Rusia          | 7 | 7 | 0  | 0  | 0 | 31 | 7  | +24 | 21  |
| Estados Unidos | 7 | 4 | 1  | 0  | 2 | 27 | 23 | +4  | 14  |
| Bielorrusia    | 7 | 4 | 0  | 0  | 3 | 18 | 17 | +1  | 12  |
| Finlandia      | 7 | 3 | 1  | 0  | 3 | 18 | 15 | +3  | 11  |
| Suiza          | 7 | 3 | 0  | 1  | 3 | 19 | 21 | -2  | 10  |
| Letonia        | 7 | 3 | 0  | 0  | 4 | 20 | 24 | -4  | 9   |
| Alemania       | 7 | 1 | 1  | 0  | 5 | 13 | 23 | -10 | 5   |
| Kazajistán     | 7 | 0 | 0  | 2  | 5 | 16 | 32 | -16 | 2   |

- Resultados

| Fecha | Hora  | Partido¹       | Partido¹ | Partido¹       | Resultado        |
| ----- | ----- | -------------- | -------- | -------------- | ---------------- |
| 09.05 | 16:45 | Suiza          | -        | Rusia          | 0-5              |
| 09.05 | 20:45 | Bielorrusia    | -        | Estados Unidos | 1-6              |
| 10.05 | 12:45 | Kazajistán     | -        | Alemania       | 1-2 –pen.– (1-1) |
| 10.05 | 16:45 | Finlandia      | -        | Letonia        | 2-3              |
| 10.05 | 20:45 | Estados Unidos | -        | Suiza          | 3-2              |
| 11.05 | 13:45 | Alemania       | -        | Letonia        | 3-2              |
| 11.05 | 17:30 | Bielorrusia    | -        | Kazajistán     | 4-1              |
| 11.05 | 21:00 | Finlandia      | -        | Rusia          | 2-4              |
| 12.05 | 16:45 | Suiza          | -        | Bielorrusia    | 3-4              |
| 12.05 | 20:45 | Rusia          | -        | Estados Unidos | 6-1              |
| 13.05 | 16:45 | Alemania       | -        | Finlandia      | 0-4              |
| 13.05 | 20:45 | Kazajistán     | -        | Letonia        | 4-5              |
| 14.05 | 16:45 | Suiza          | -        | Alemania       | 3-2              |
| 14.05 | 20:45 | Rusia          | -        | Kazajistán     | 7-2              |
| 15.05 | 16:45 | Estados Unidos | -        | Letonia        | 5-6              |
| 15.05 | 20:45 | Finlandia      | -        | Bielorrusia    | 2-0              |
| 16.05 | 16:45 | Estados Unidos | -        | Kazajistán     | 4-3 –TE– (3-3)   |
| 16.05 | 20:45 | Finlandia      | -        | Suiza          | 3-2 –pen.– (2-2) |
| 17.05 | 12:45 | Letonia        | -        | Rusia          | 1-4              |
| 17.05 | 16:45 | Bielorrusia    | -        | Alemania       | 5-2              |
| 17.05 | 20:45 | Suiza          | -        | Kazajistán     | 6-2              |
| 18.05 | 16:45 | Estados Unidos | -        | Finlandia      | 3-1              |
| 18.05 | 20:45 | Rusia          | -        | Alemania       | 3-0              |
| 19.05 | 16:45 | Kazajistán     | -        | Finlandia      | 3-4              |
| 19.05 | 20:45 | Letonia        | -        | Bielorrusia    | 1-3              |
| 20.05 | 12:45 | Alemania       | -        | Estados Unidos | 4-5              |
| 20.05 | 16:45 | Letonia        | -        | Suiza          | 2-3              |
| 20.05 | 20:45 | Rusia          | -        | Bielorrusia    | 2-1              |

- (¹) – Todos en la Arena de Minsk.

## Fase final
- Todos los partidos en la hora local de Minsk (UTC+3).

|  | Cuartos de final | Cuartos de final |                 |                 | Semifinales  | Semifinales  |  |  | Final | Final |
|  |                  |                  |                 |                 |              |              |  |  |       |       |
|  |                  |                  |                 |                 |              |              |  |  |       |       |
|  |                  |                  |                 |                 |              |              |  |  |       |       |
|  | Rusia            | 3                |                 |                 |              |              |  |  |       |       |
|  | Rusia            | 3                |                 |                 |              |              |  |  |       |       |
|  | Francia          | 0                |                 |                 |              |              |  |  |       |       |
|  | Francia          | 0                | Rusia           | 3               |              |              |  |  |       |       |
|  |                  |                  | Rusia           | 3               |              |              |  |  |       |       |
|  |                  | Suecia           | 1               |                 |              |              |  |  |       |       |
|  | Suecia           | Suecia           | 1               | 3               |              |              |  |  |       |       |
|  | Suecia           |                  |                 | 3               |              |              |  |  |       |       |
|  | Bielorrusia      | 2                |                 |                 |              |              |  |  |       |       |
|  | Bielorrusia      | 2                | Rusia           | 5               |              |              |  |  |       |       |
|  |                  |                  | Rusia           | 5               |              |              |  |  |       |       |
|  |                  | Finlandia        | 2               |                 |              |              |  |  |       |       |
|  | Estados Unidos   | Finlandia        | 2               | 3               |              |              |  |  |       |       |
|  | Estados Unidos   |                  |                 | 3               |              |              |  |  |       |       |
|  | República Checa  | 4                |                 |                 |              |              |  |  |       |       |
|  | República Checa  | 4                | República Checa | 0               | Tercer lugar | Tercer lugar |  |  |       |       |
|  |                  |                  | República Checa | 0               |              |              |  |  |       |       |
|  |                  | Finlandia        | 3               |                 |              |              |  |  |       |       |
|  | Canadá           | Finlandia        | 3               | 2               | Suecia       | 3            |  |  |       |       |
|  | Canadá           |                  |                 | 2               | Suecia       | 3            |  |  |       |       |
|  | Finlandia        | 3                |                 | República Checa | 0            |              |  |  |       |       |
|  | Finlandia        | 3                |                 |                 | 0            |              |  |  |       |       |
|  |                  |                  |                 |                 |              |              |  |  |       |       |
|  |                  |                  |                 |                 |              |              |  |  |       |       |

### Cuartos de final
| Fecha | Hora  | Partido¹       | Partido¹ | Partido¹        | Resultado |
| ----- | ----- | -------------- | -------- | --------------- | --------- |
| 22.05 | 16:00 | Estados Unidos | -        | República Checa | 3-4       |
| 22.05 | 17:00 | Rusia          | -        | Francia         | 3-0       |
| 22.05 | 20:00 | Canadá         | -        | Finlandia       | 2-3       |
| 22.05 | 21:00 | Suecia         | -        | Bielorrusia     | 3-2       |

- (¹) – El primero y el tercero en la Arena Chizhovka, los otros dos en la Arena de Minsk.

### Semifinales
| Fecha | Hora  | Partido¹        | Partido¹ | Partido¹  | Resultado |
| ----- | ----- | --------------- | -------- | --------- | --------- |
| 24.05 | 14:45 | Rusia           | -        | Suecia    | 3-1       |
| 24.05 | 18:45 | República Checa | -        | Finlandia | 0-3       |

- (¹) – Ambos en la Arena de Minsk.

### Tercer puesto
| Fecha | Hora  | Partido¹ | Partido¹ | Partido¹        | Resultado |
| ----- | ----- | -------- | -------- | --------------- | --------- |
| 25.05 | 16:30 | Suecia   | -        | República Checa | 3-0       |

### Final
| Fecha | Hora  | Partido¹ | Partido¹ | Partido¹  | Resultado |
| ----- | ----- | -------- | -------- | --------- | --------- |
| 25.05 | 21:00 | Rusia    | -        | Finlandia | 5-2       |

- (¹) –  En la Arena de Minsk.

## Medallero
|       |           |        |
| Rusia | Finlandia | Suecia |

## Estadísticas

### Clasificación general
| 1. Rusia           |
| 2. Finlandia       |
| 3. Suecia          |
| 4. República Checa |
| 5. Canadá          |
| 6. Estados Unidos  |
| 7. Bielorrusia     |
| 8. Francia         |
| 9. Eslovaquia      |
| 10. Suiza          |
| 11. Letonia        |
| 12. Noruega        |
| 13. Dinamarca      |
| 14. Alemania       |
| 15. Italia         |
| 16. Kazajistán     |

- Los dos últimos descienden a la División I.

### Máximos goleadores
| N.º | Nombre            | Selección      | Goles | Tiros | %       | Partidos jugados |
| --- | ----------------- | -------------- | ----- | ----- | ------- | ---------------- |
| 1   | Viktor Tijonov    | Rusia          | 8     | 25    | 32,00 % | 10               |
| 2   | Joel Ward         | Canadá         | 6     | 11    | 54,55 % | 8                |
| 3   | Antoine Roussel   | Francia        | 6     | 15    | 40,00 % | 8                |
| 4   | Serguei Plotnikov | Rusia          | 6     | 18    | 33,33 % | 10               |
| 5   | Tyler Johnson     | Estados Unidos | 6     | 20    | 30,00 % | 8                |
| 6   | Stéphane Da Costa | Francia        | 6     | 30    | 20,00 % | 8                |
| 7   | Cody Hodgson      | Canadá         | 6     | 31    | 19,35 % | 8                |

Fuente: 